# Phục vụ tại phòng

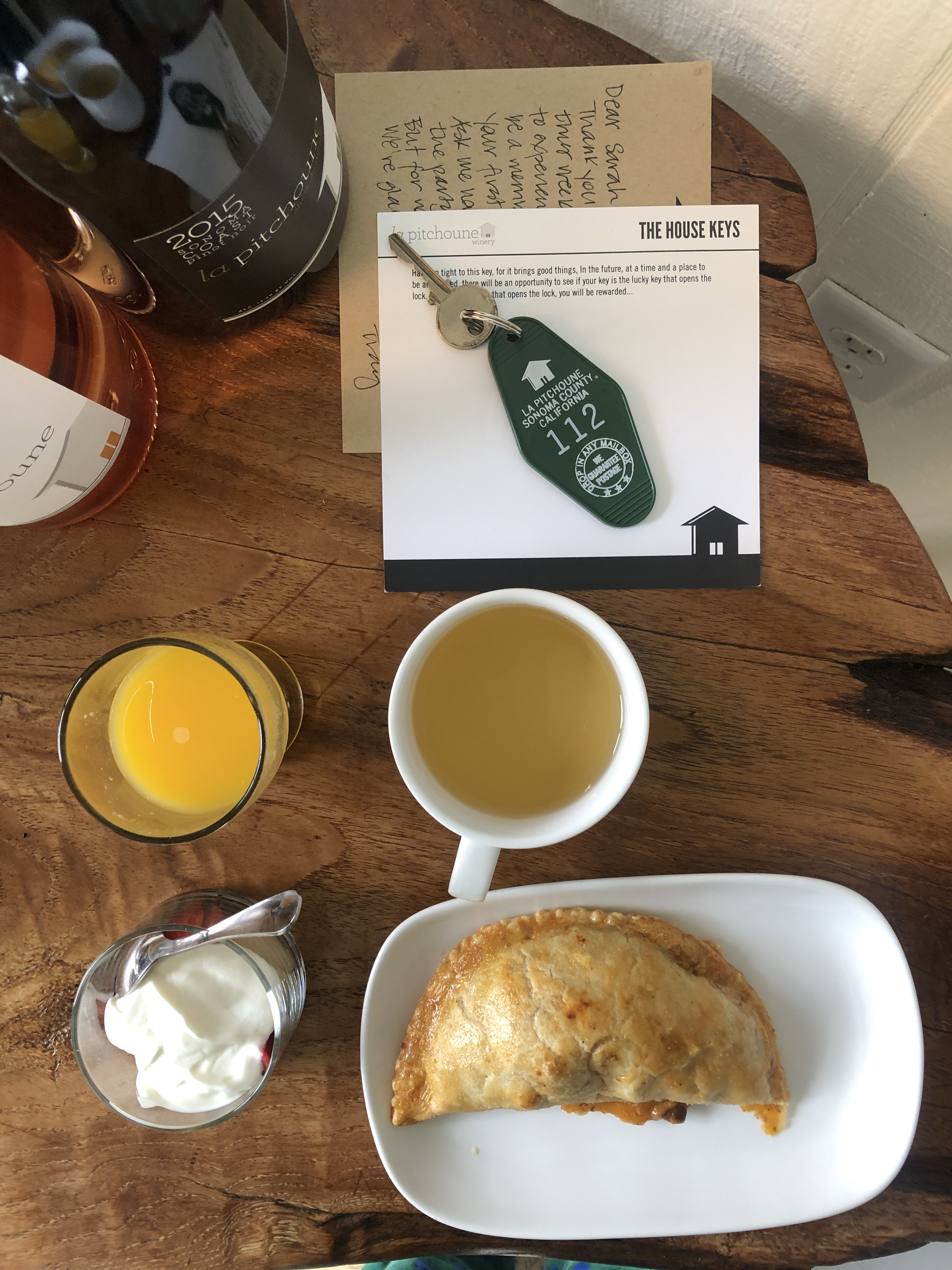
Một bữa ăn được phục vụ tại phòng

Phục vụ tại phòng (Room service) hoặc ăn uống trong phòng (In-room dining) là dịch vụ khách sạn cho phép khách chọn các món ăn và đồ uống để gọi giao đến tận phòng khách sạn của khách để dùng bữa. Dịch vụ phục vụ ăn uống trong phòng được tổ chức như một phân khu trong bộ phận phục vụ thức ăn và đồ uống của các khách sạn cao cấp và các cơ sở khu nghỉ dưỡng. Dịch vụ ăn uống tại phòng không phổ biến trong các khách sạn không cao cấp hoặc trong các nhà nghỉ mà khách phải ra ngoài ăn hoặc ăn ở khu vực được chuẩn bị. Dịch vụ phục vụ ăn uống trong phòng cũng có thể được cung cấp cho khách trên tàu du ngoạn. Dịch vụ ăn uống tại phòng có thể được cung cấp 24 giờ hoặc chỉ giới hạn vào giờ khuya. Do chi phí cho các đơn đặt hàng theo thời giá và dịch vụ giao hàng, giá dịch vụ tính cho khách hàng thường cao hơn nhiều so với giá tại nhà hàng, quán ăn hoặc cửa hàng bán đồ ăn nhẹ của khách sạn và một số khu vực sẽ phải trả tiền boa. 
Khách sạn Waldorf Astoria ở New York — đã trở thành biểu tượng của sự nổi tiếng và khác biệt ngay từ khi được xây dựng vào cuối thế kỷ XIX — được công nhận là khách sạn hiện đại đầu tiên cung cấp dịch vụ phòng (cùng với những tiến bộ khác trong ngành, bao gồm đặt chỗ nhà hàng và hệ thống dây điện đầy đủ). Dịch vụ ăn uống tại phòng đã trở thành tiện nghi cần thiết cho bất kỳ khách sạn cao cấp nào và thường thấy ở các khách sạn trên toàn thế giới. Vai trò của quản lý khách sạn liên quan đến dịch vụ ăn uống tại phòng là đảm bảo sự hài lòng của khách và giải quyết mọi khiếu nại và thắc mắc có thể phát sinh. Một số bệnh viện ngày nay cũng đã bắt đầu cung cấp dịch vụ ăn uống tại phòng để thuận tiện cho bệnh nhân. Bệnh viện có thể đóng vai trò cung cấp các bữa ăn cho những người thiếu an ninh lương thực và làm giảm nạn đói.

## Ưu nhược điểm
- Ưu điểm 

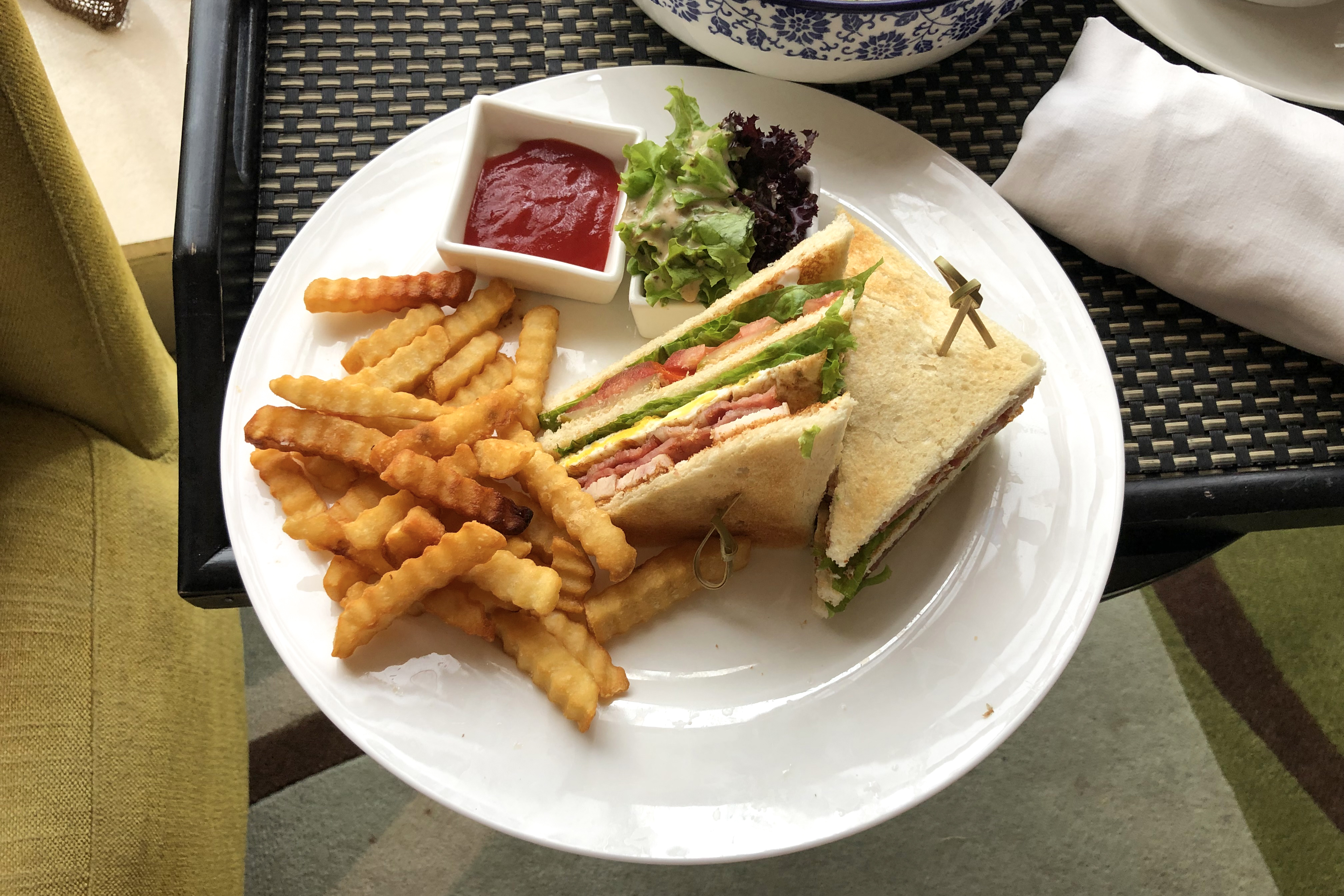
Một bữa ăn tại khách sạn ở Trung Quốc

  - Khách có thể thoải mái ăn uống trong phòng riêng của mình tại khách sạn.
  - Khách có thể gọi món bất cứ khi nào họ muốn.
  - Dịch vụ ăn uống tại phòng có thể giúp làm giảm lãng phí thức ăn[9] vì một suất ăn theo thực đơn có kích cở vừa ăn.
  - Thuận tiện cho khách có trẻ em và em bé, trẻ sơ sinh hoặc tiện cho khách khi không muốn ra ngoài.
  - Thúc đẩy sự an toàn, vì khách có thể ở luôn trong khách sạn của mình, nhất là khi điều kiện thời tiết không thuận lợi.
- Nhược điểm 
  - Đồ ăn và đồ uống có giá đắt hơn nhiều so với mức trung bình do phải cộng thêm phí phụ thu.
  - Những món đồ ăn nóng có thể nguội lạnh trước khi được giao đến phòng do đồ ăn thức uống không được chế biến nóng sốt tại chỗ.
  - Khách có thể ít có khả năng thưởng thức đồ ăn địa phương, những món bình dân hoặc món ăn đặc sản, giảm sự thú vị của chuyến du lịch.
  - Khách không thể quan sát quá trình chế biến đồ ăn hoặc được yêu cầu nêm nếm, thêm bớt theo khẩu vị của mình mà phải chấp nhận thực đơn có sẵn.
  - Thực đơn phục vụ ăn uống phòng thường bị hạn chế để các đầu bếp có thể nấu các món ăn mọi lúc bằng các ca kíp khác nhau với các kỹ năng nấu ăn chung. Các món ăn phục vụ trong phòng đa số là các món Âu, thức ăn chế biến sẵn, đồ ăn nhanh vì tiện lợi, sạch sẽ, thông dụng, dễ chuẩn bị, phục vụ nhanh